# Ilha dos Araújos do Meio
A Ilha dos Araújos do Meio está situada na baía de Babitonga, no litoral sul brasileiro, ao norte do Estado de Santa Catarina.